# Relacions entre Moçambic i Rússia
Les relacions entre Moçambic i Rússia (rus Российско-мозамбикские отношения) es refereix a la les relacions actuals i històriques entre Rússia i Moçambic. Es remunten a la dècada de 1960, quan Rússia va començar a donar suport a la lluita del partit d'orientació marxista FRELIMO contra el colonialisme portuguès. La majoria dels líders del FRELIMO van ser entrenats a Moscou. Les relacions diplomàtiques es van establir formalment el 25 de juny de 1975 poc després que Moçambic va obtenir la seva independència de Portugal. El juny de 2007, Rússia i Moçambic van signar un acord de cooperació econòmica. Rússia té una ambaixada a Maputo, mentre que Moçambic té una ambaixada a Moscou, Rússia.